# 쿠브즈
쿠브즈(아랍어: خبز) 또는 에이시(이집트 아랍어: عيش)는 아랍 세계에서 "빵"을 뜻하는 말이다. 주로 서남아시아와 북아프리카 지역의 납작빵을 일컫는다.

## 종류
- 코브즈 다르(가정식 빵)
  - 코브즈 타진(타진 빵)
  - 코브즈 쿠샤(오븐 빵)
- 쿠브즈 마르꾸끄(마르꾸끄 빵)
- 호브즈 말티(몰타 빵)
- 에이시 메라라(메라라 빵)
- 쿠브즈 물라와흐(물라와흐 빵)
- 쿠브즈 아라비(아랍 빵), 에이시 발라디(토착 빵)
- 쿠브즈 타미즈(타미즈 빵)
- 쿠브즈 타분(타분 빵)
- 쿠브즈 탄누르(탄누르 빵)

## 요리
쿠브즈에 샤와르마 등을 말아 랩으로 먹기도 하고, 팟투시 등 샐러드를 만드는 데 쓰기도 한다.

## 사진 갤러리

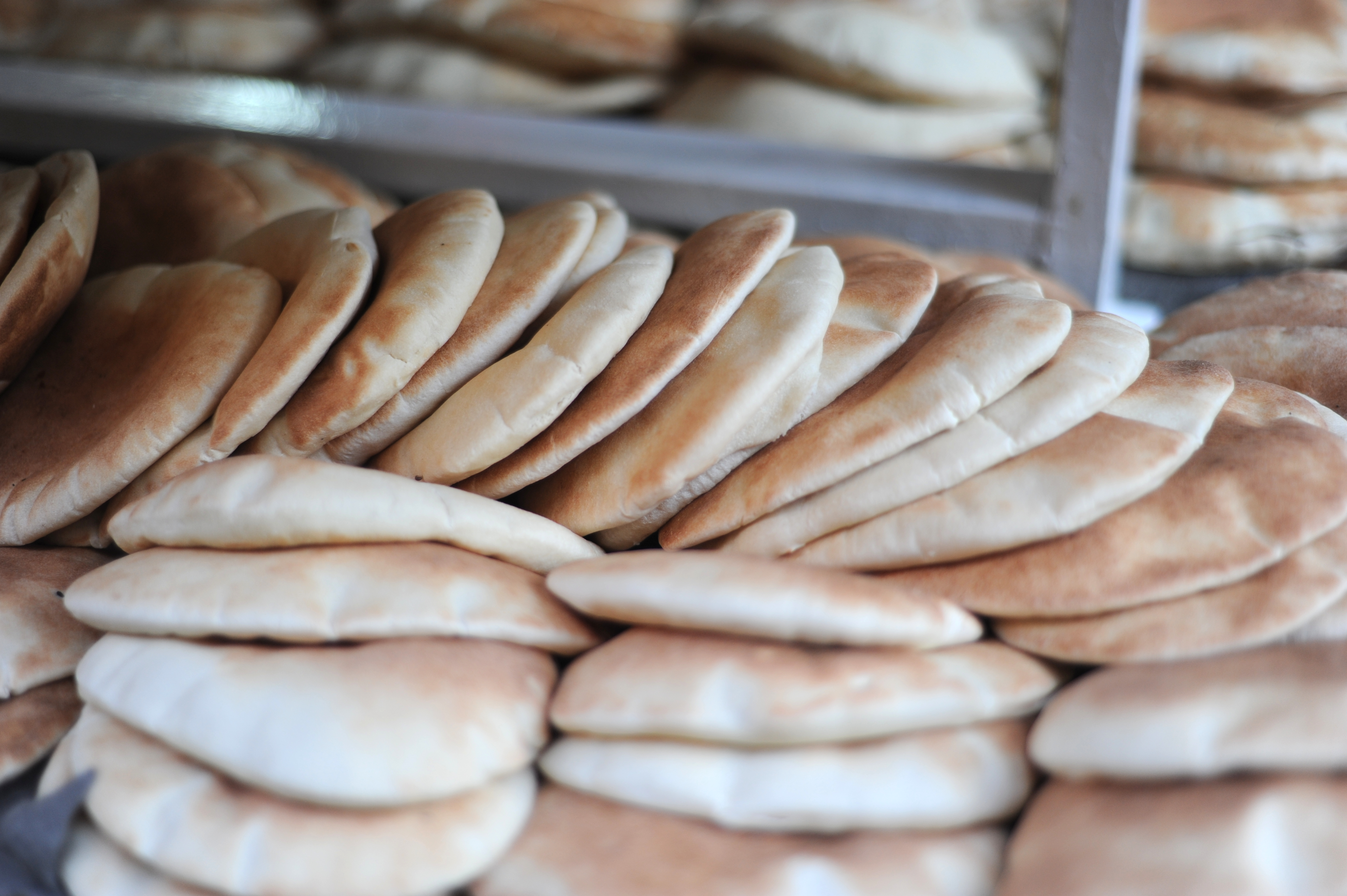
팔레스타인 나블루스의 쿠브즈
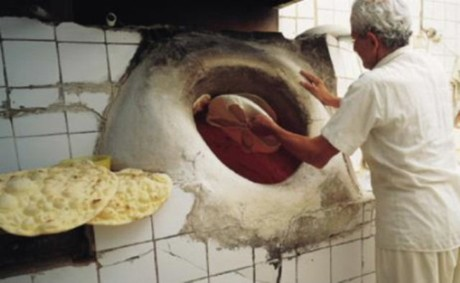
쿠브즈 굽는 사람
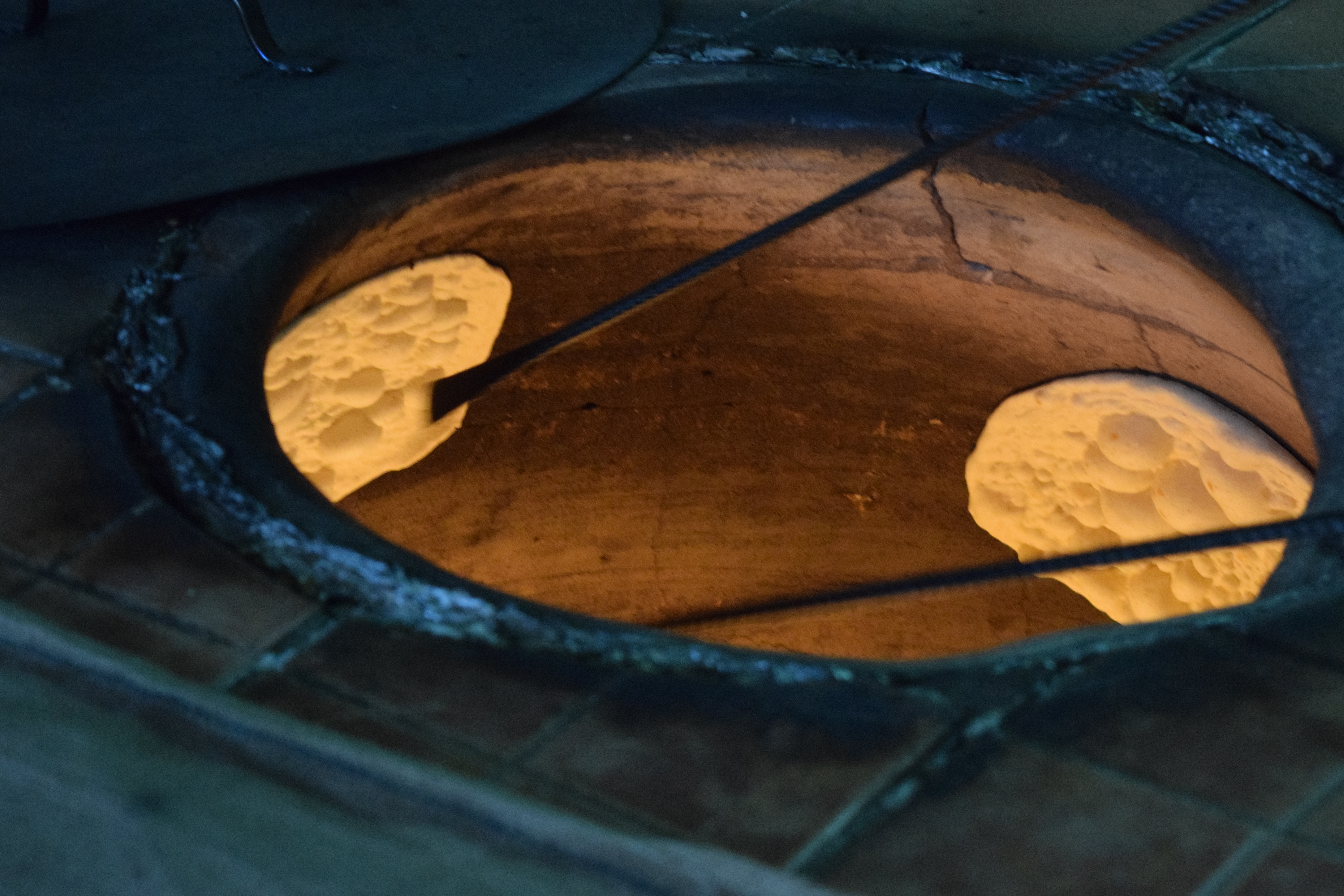
쿠브즈 굽기
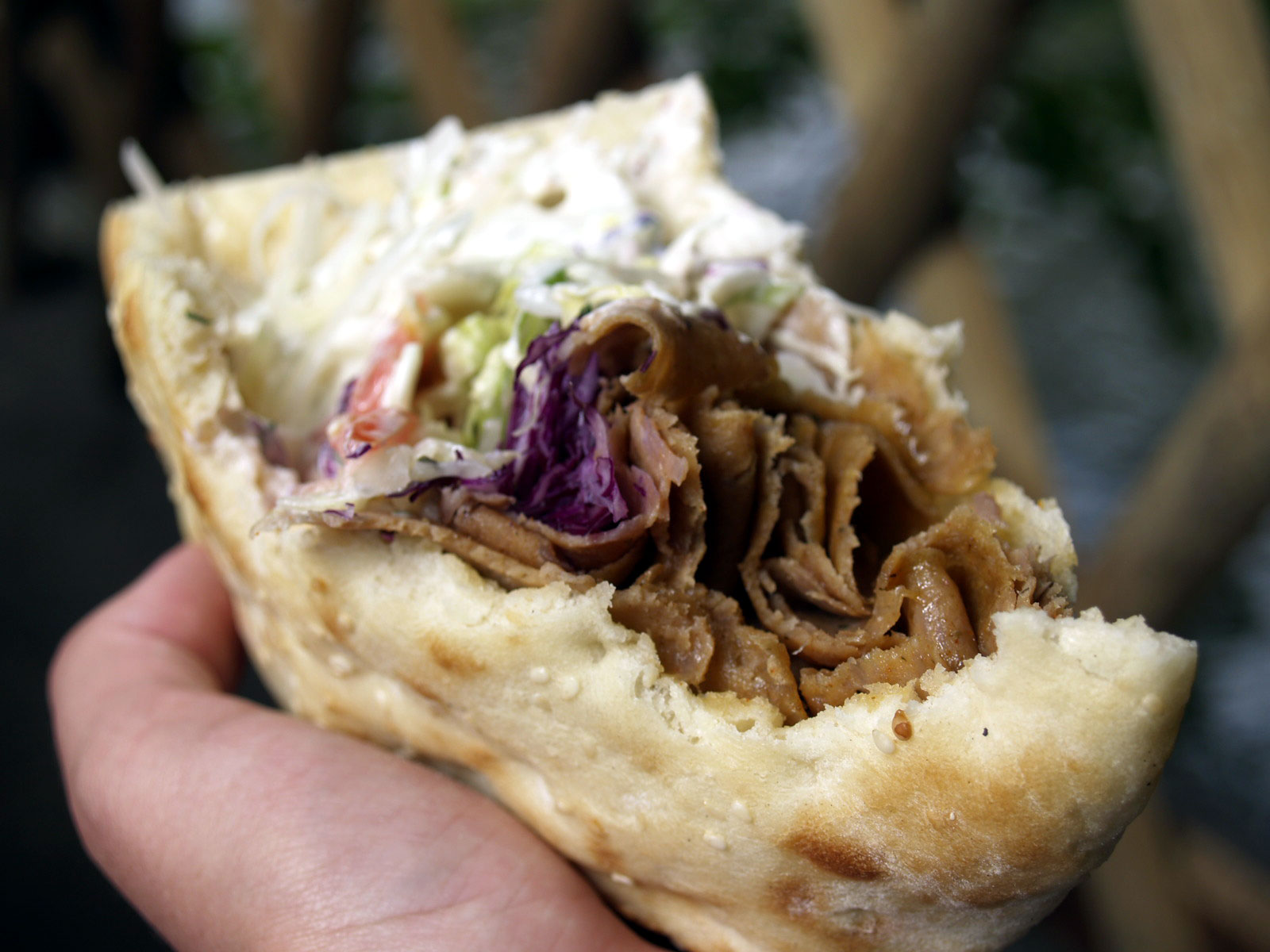
샤와르마 쿠브즈 랩1

## 같이 보기
- 난